# Letters from Chutney
Letters from Chutney è l'album in studio di debutto dei Finger Eleven.